# Ruggero Berlam
Ruggero Berlam (Trieste, 20 settembre 1854 – Trieste, 1920) è stato un architetto, museologo e politico italiano attivo nella  Trieste asburgica.

## Biografia

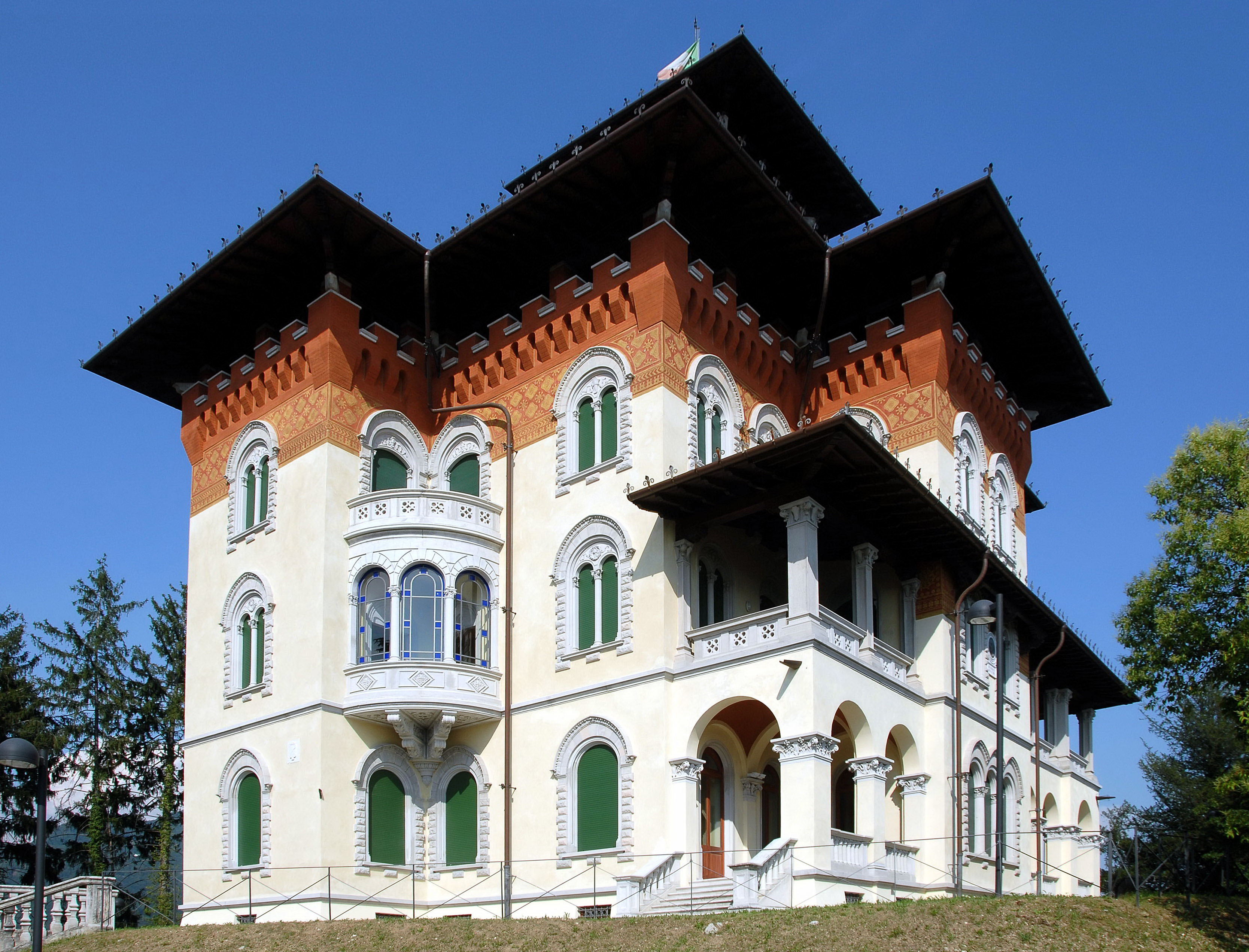
Villa Moretti, Tarcento

Nato a Trieste, allora parte dell'impero austriaco, nel 1854, figlio dell'architetto Giovanni Andrea Berlam, fu padre dell'architetto Arduino Berlam.
Architetto formatosi a Trieste nella seconda metà dell'Ottocento, viene indirizzato dal padre allo studio dell'architettura, che inizia all'Accademia di Belle arti a Venezia e porta a compimento nel 1887, in seguito si trasferisce alla Regia Accademia di Belle arti di Brera a Milano con il conferimento del gran premio per l'architettura. Qui apprende la lezione di Camillo Boito, dalla quale trarrà l'ispirazione per tutte le successive opere. Ruggero unisce la ricerca di uno stile nazionale per l'architettura al suo credo irredentista e adotta nei suoi edifici, in diverse occasioni, lo stile gotico piuttosto che il rinascimentale toscano o cinquecentesco. 
Partecipa attivamente alla vita culturale e politica della città come uno dei fondatori del circolo artistico di Trieste, nel 1883, successivamente come membro del curatorio del museo Revoltella al posto del padre, dal 1892 al 1920, e infine ricoprendo la carica di consigliere comunale (1894-1904).
Dopo un periodo di apprendistato nello studio di Giovanni Andrea Berlam, con il quale realizza la casa Herrmannstorfer con il teatro Mauroner (1878), dal 1882 inizia ad operare da solo. Tra le prime opere è significativa la costruzione del castello di Spessa di Capriva, vicino a Gorizia (1880-1898), in cui la presenza di più stili nello stesso edificio, con forme medievali e dettagli rinascimentali toscani, denuncia fin dall'inizio la sua propensione a seguire le teorie boitiane. L'interesse per il Trecento italiano è sviluppato a Trieste nella villa Mossauer in via Commerciale 72 (1886), con l'aggiunta di ricercati nuovi cromatismi, e nella villa Haggincosta in via Romolo Gessi (1889), sebbene durante la successiva progettazione ed esecuzione l'architetto scelga di adottare stilemi cinquecenteschi. Sarà con la casa Leitenburg in via Giulia (1887-1889) che Ruggero comincerà ad acquisire una certa visibilità in città nell'affermare quel suo gusto per i dettagli e per le citazioni storiche. L'esperienza viene ripresa poco distante nella casa Berlam in via Giulia 5 (1898), con predilezione per le forme rinascimentali, e sviluppata in diverse abitazioni in villino a Trieste e a Parenzo, nella casa Sbisà (1887), nella casa Danelon (1894) e nella casa Vascotto (1894). Significativo di questa ricerca stilistica è anche il complesso di case Aidinian in via Giustinelli (1903-05), nel quale la diversificazione dei cinque edifici avviene attraverso la loro distinzione stilistica, in un campo di riferimenti alla tradizione italiana dal medioevo al Cinquecento. Ma è degli stessi anni l'intervento più vigoroso di questo filone, il palazzo Vianello in piazza Oberdan (1903-05), in cui le citazioni cinquecentesche sono maggiormente plastiche. Nei primi anni del Novecento si interessa anche alle nuove forme del liberty secessioniste, introducendo cautamente alcune decorazioni floreali su impianti già collaudati, come nei villini Modiano in via Rossetti (1900). Di questo periodo sono le numerose ville realizzate a Udine, tra cui è da ricordare la villa Sbisà (1900); Ruggero stesso ammetterà, tuttavia, di non essere molto interessato a sviluppare il nuovo stile floreale. Nella sua ultima opera, la villa Moretti a Tricesimo (1916-17), riprodurrà in effetti ancora un chiaro riferimento al castelletto turrito medievale.
Dal 1905 si inserisce nello studio il figlio Arduino Berlam, con il quale egli condivide lo "Studio Ruggero e Arduino Berlam architetti" . Molte sono le opere realizzate assieme al figlio Arduino: Palazzo Vianello (1904), la Scala dei Giganti (1905-1907), il Tempio Israelitico di Trieste (1906-1912) e il Palazzo della RAS (1909-1913).
Ruggero Berlam morì a Trieste nel 1920.

## Archivio
L'archivio Berlam si compone di circa 300 unità formate da progetti di edilizia pubblica (edifici e monumenti) e di edilizia privata (palazzi, ville e villini, chiese e tombe) a Trieste, in Friuli e in Istria, disegni ad acquerello e disegni scolastici di ornato che coprono gran parte della produzione dei tre architetti che con i loro lavori hanno caratterizzato un'epoca architettonica di elegante crescita stilistica, firmando i progetti sia singolarmente, come nel caso di Giovanni Andrea (16 progetti fra i quali la casa Morpurgo e altre signorili residenze padronali a Trieste e 12 disegni a soggetto vario, esempio di sapiente padronanza di un'arte non soltanto progettuale), sia a firma doppia, come nelle imponenti collaborazioni (16 progetti circa) tra Ruggero e il figlio Arduino. 
Tra queste vanno ricordate il Tempio israelitico e la Scala dei Giganti a Trieste, l’edificio-villa Moretti a Udine, residenza e fabbrica della nota birra. Tra i progetti di grande prestigio a firma unica di Ruggero Berlam (circa 130 unità totali), un esempio è rappresentato dall'edificio del Giudizio distrettuale di Parenzo. Nell'elenco complessivo delle opere di quest'ultimo spicca inoltre un quaderno di disegni di figura umana, espressione della poliedricità artistica dell'architetto. 
Tra i lavori del figlio Arduino (146 unità) si ricorda la sede del Consorzio antitubercolare di Udine.
L'archivio comprende inoltre due scatole di materiale inerente alla costruzione del Faro della Vittoria (1919 - 1927) ad opera di Arduino Berlam, contenenti alcuni libri mastri e rassegna stampa.
Si conserva infine una scatola contenente materiale cartaceo di natura personale riguardante la famiglia Berlam, dal 1824 al 1913 circa.

## Opere
- Casa Berlam a Trieste (1879)
- Casa Leitenburg a Trieste (1887)

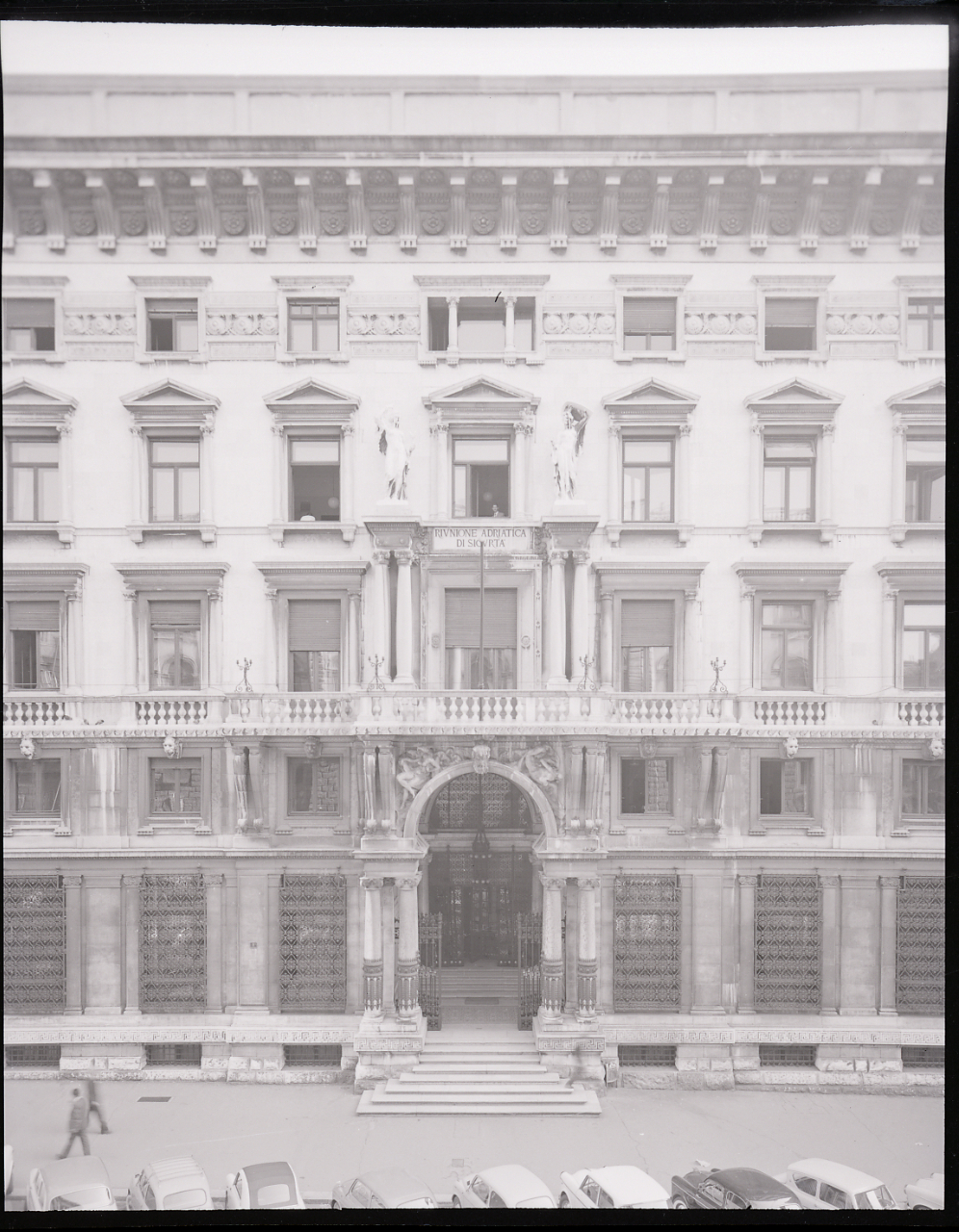
Palazzo della RAS, Trieste. Dettaglio della facciata. Foto di Paolo Monti, 1964

- Villa Haggiconsta a Trieste (1890)
- Politeama Ciscutti a Pola (1881)
- Castello di Spessa di Capriva (1880)
- Casa Danelon e casa Sbisà a Parenzo (1892)
- Palazzo Vianello a Trieste (1904)
- Scala dei Giganti a Trieste (1905-1907)
- Tempio israelitico di Trieste (1906-1912)
- Palazzo della RAS a Trieste (1909-1913)
- Palazzo Schiavi a Udine (1912)